# SS Orestes (1875)
L'Orestes  fu un piroscafo da carico e trasporto passeggeri britannico affondato per urto contro gli scogli a Galle, Ceylon, il 7 marzo 1876.

## Storia
Il piroscafo SS Orestes, con scafo in ferro, fu costruito presso il cantiere navale Scott Shipbuilding & Engineering Co.-John & Robert Scott, Greenock per conto della Blue Funnel Line-Ocean Steamship Co.-Alfred Holt & Co., di  Liverpool. La nave venne varata il 7 giugno 1875 a Cartsdyke East, e completata al costo di 47.502 sterline, entrò in servizio  il 30 luglio dello stesso anno. Lo Orestes salpò da Liverpool nel febbraio 1876 per raggiungere, via canale di Suez, Singapore, Hong Kong e Shangai, in Cina. Il 7 marzo dello stesso anno, mentre lo Orestes si accingeva ad entrare nel porto di Galle, Ceylon, al fine di effettuare il rifornimento di carbone, urtò la scogliera di Geindura, a cinque miglia di distanza dalla meta finale. Dopo essersi disincagliata la nave riuscì, inizialmente, a continuare la navigazione, ma era così danneggiata che l'acqua penetrò al suo interno così rapidamente da raggiungere, in circa cinque minuti, la sala macchine spegnendo i fuochi delle caldaie. Il Bueentaur uscì rapidamente da Galle con l'intenzione di prendere a rimorchio il piroscafo danneggiato, ma ogni tentativo di prenderla a rimorchio o di portarla ad arenarsi in un luogo sicuro fu vano.
L'Orestes, di proprietà di Alfred Holt, e che era al suo secondo viaggio, affondò nell'ancoraggio esterno alle 7 e mezza, in circa quindici braccia d'acqua. Nulla si poté salvare del carico trasportato, mentre l'unico passeggero a bordo, una donna, e tutto l'equipaggio riuscirono a raggiungere sani e salvi la terraferma. Il capitano Buckley si trovava sul ponte al momento dell'incidente. Il relitto si trova leggermente inclinato, ad una profondità di 24 metri ed è riconoscibile per il particolare tipo di ancora che utilizzava la nave.

### Fonti
1. 1 2 3 4 5 6 7 8  Wrecksite.
2. 1 2  Dive Sri Lanka.
3. 1 2  Clydeships.